# Dólar da Namíbia
O dólar da Namíbia (ISO 4217: NAD, abreviado como N$) é a unidade monetária oficial da República da Namíbia desde 1993. É normalmente abreviado com o sinal do dólar ($) ou, alternativamente, N$ para distingui-lo de outras moedas homônimas.

## História
O dólar namibiano serviu como substituto para o rand sul-africano, que foi utilizado como moeda da Namíbia sobre o domínio da África do Sul que ocorreu de 1920 a 1990. Apesar da implementação do dólar da Namíbia, o rand ainda tem valor legal reconhecido pelo governo do país.
No início do plano de implantação do dólar namibiano, nomes alternativos foram sugeridos, incluindo kalahar namibiano, que referencia o deserto do Calaári no leste da Namíbia, mas no final das contas o governo decidiu pelo nome dólar namibiano.
O Banco da Namíbia emitiu as primeiras notas em 15 de setembro de 1993 e em dezembro, emitiu as primeiras moedas.

## Moedas e notas
Notas em circulação:
- N$10
- N$20
- N$30
- N$50
- N$100
- N$200

Historicamente, Hendrik Witbooi, outrora chefe dos namas e fundamental na liderança das revoltas contra o domínio alemão na virada do século 20, foi retratado em todas as notas da moeda No entanto, em 21 de março de 2012, o Banco da Namíbia introduziu uma nova série de notas a serem emitidas em maio de 2012. A nova família de notas teve a mesma estrutura de denominação da série anterior. Todas as denominações melhoraram os recursos anti-falsificação, e o retrato de Hendrik Witbooi foi mantido para todas as notas, exceto as de N$10,00 e N$20,00, que apresentam um novo retrato de Sam Nujoma, o presidente fundador e pai da nação namibiana.
Em 2013 o Banco da Namíbia descobriu que uma mancha de tinta opticamente variável em forma de diamante nas notas de N$10,00 e N$20,00 estava rachando após várias dobras e manuseios. O Banco da Namíbia emitiu então, em quantidade limitada, as notas de N$10,00 e N$20,00 em papel com qualidade melhorada e mudou a colocação do símbolo.
Em 21 de março de 2020, foi lançada uma nova nota de polímero de 30 dólares para comemorar o 30º aniversário da independência. O tema da nota é "trinta décadas de paz e estabilidade", representado pela transição suave de poder entre os três presidentes desde a independência.
| Série de 2012 | Série de 2012 | Série de 2012   | Série de 2012                                           | Série de 2012                                                          | Série de 2012            | Série de 2012                            |
| Valor         | Dimensões     | Cor em destaque | Descrição                                               | Descrição                                                              | Data da primeira emissão | Marca d'água                             |
| Valor         | Dimensões     | Cor em destaque | Frente                                                  | Verso                                                                  | Data da primeira emissão | Marca d'água                             |
| ------------- | ------------- | --------------- | ------------------------------------------------------- | ---------------------------------------------------------------------- | ------------------------ | ---------------------------------------- |
| N$10,00       | 129×70mm      | Azul            | H.E. Dr. Sam Nujoma; Sede do Parlamento em Vinduque     | Brasão de armas da Namíbia; três gazelas (Antidorcas marsupialis)      | 15 de maio de 2012       | Sam Nujoma e eletrótipo 10               |
| N$20,00       | 134×70mm      | Laranja         | H.E. Dr. Sam Nujoma; Sede do Parlamento em Vinduque     | Brasão de armas da Namíbia; três vacas-do-mato (Alcelaphus buselaphus) | 15 de maio de 2012       | Sam Nujoma e eletrótipo 20               |
| N$50,00       | 140×70mm      | Verde           | Kaptein Hendrik Witbooi; Sede do Parlamento em Vinduque | Brasão de armas da Namíbia; cinco cudos (Tragelaphus strepsiceros)     | 15 de maio de 2012       | Kaptein Hendrik Witbooi e eletrótipo 50  |
| N$100,00      | 146×70mm      | Vermelho        | Kaptein Hendrik Witbooi; Sede do Parlamento em Vinduque | Brasão de armas da Namíbia; três órix (Oryx gazella)                   | 15 de maio de 2012       | Kaptein Hendrik Witbooi e eletrótipo 100 |
| N$200,00      | 152×70mm      | Roxo            | Kaptein Hendrik Witbooi; Sede do Parlamento em Vinduque | Brasão de armas da Namíbia; três ruões                                 | 15 de maio de 2012       | Kaptein Hendrik Witbooi e eletrótipo 200 |

Moedas em circulação:
- N$0,10
- N$0,15
- N$1,00
- N$5,00
- N$10,00

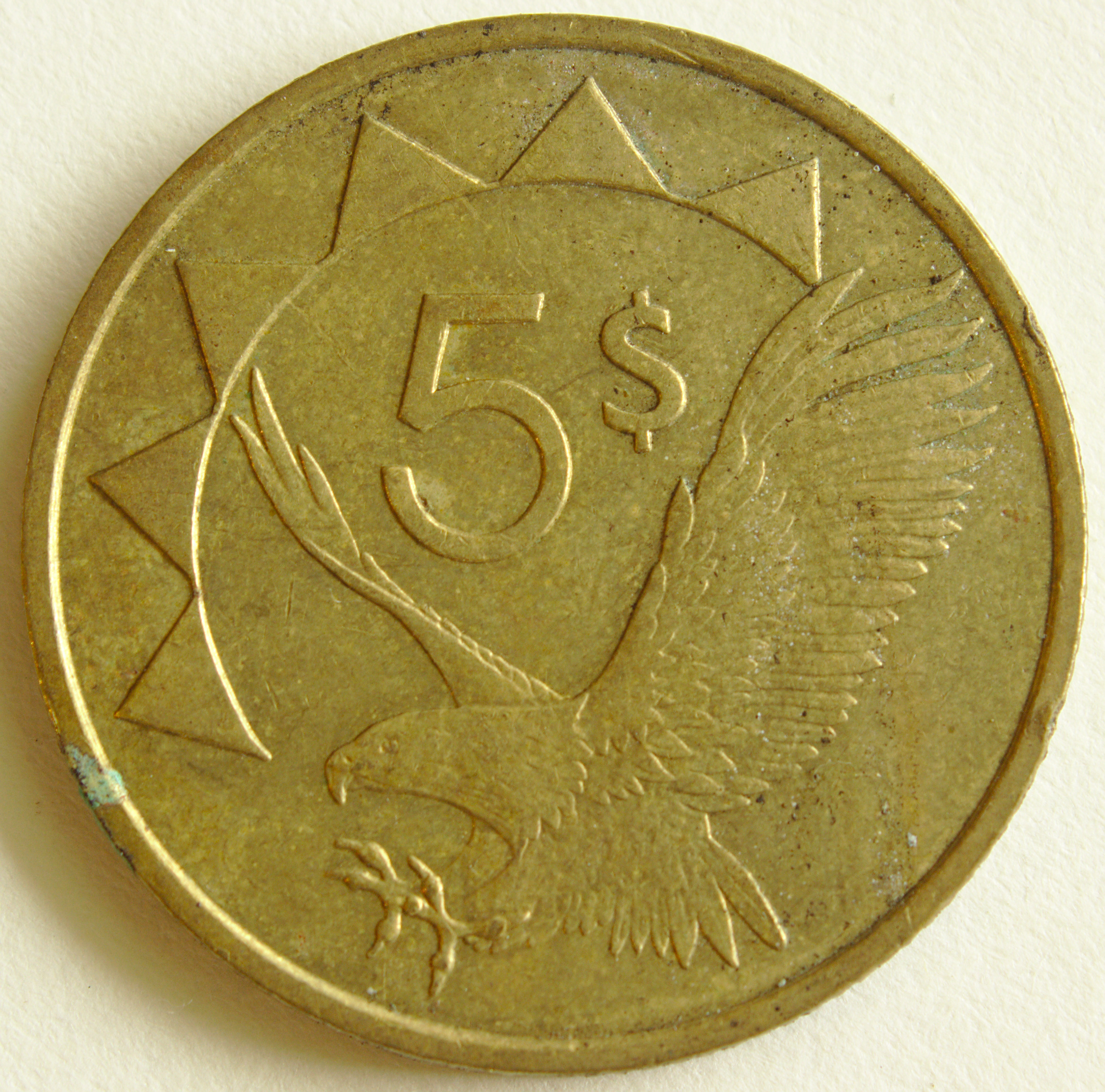
Moeda de N$0,05.

Os anos de cunhagem são 1993, 1996, 1998, 2000, 2002, 2008, 2009, 2010, 2012, 2015. As moedas de cent são feitas de aço folheado a níquel e as moedas de dólar são de latão.

A moeda de N$0,05 está descontinuada, porém ainda circula.